# 森特鎮區 (密蘇里州聖克萊爾縣)
森特鎮區（英語：Center Township）是位於美國密蘇里州聖克萊爾縣的一個行政鎮區。

## 地方資料
森特鎮區的面積為63.06平方千米，當中陸地面積為58.85平方千米，而水域面積為4.21平方千米。根據2020年美國人口普查的數據，當地共有人口198人，而人口密度為每平方千米3.14人。